# Tim Wilkison
Tim Wilkison (* 23. November 1959 in Shelby, North Carolina) ist ein ehemaliger US-amerikanischer Tennisspieler.

## Karriere
Wilkison wurde 1977 Tennisprofi und stand im Einzelfinale von Auckland, in dem er Vijay Amritraj unterlag. Im darauf folgenden Jahr gewann er in Sydney seinen ersten Einzeltitel auf der ATP World Tour durch einen Finalsieg gegen Kim Warwick. 1980 feierte er in Manchester an der Seite von John Sadri seinen ersten Doppeltitel. Insgesamt gewann er in seiner Karriere sechs Einzel- und zehn Doppeltitel. Seine höchsten Weltranglistennotierungen erreichte er 1986 mit Position 23 im Einzel sowie 1989 mit Platz 21 im Doppel.
Sein bestes Resultat bei einem Grand-Slam-Turnier erzielte er 1986 in Wimbledon, als er als letzter US-Amerikaner im Viertelfinale gegen Stefan Edberg ausschied. In der Doppelkonkurrenz stand er 1979 im Halbfinale der Australian Open und von Wimbledon. Im selben Jahr stand er zudem im Viertelfinale der US Open.
Nach seiner Profikarriere spielte er auf der ATP Seniors Tour. 1998 gelang ihm bei den Nuveen Masters Championships sein erster Sieg über Jimmy Connors, dem er zuvor bei elf Begegnungen seit 1979 immer unterlegen war. Seine beste Notierung in der Weltrangliste der Senioren hatte er mit Position 15 im Jahr 2000.
Zu seinen Spitznamen Doctor Dirt und Rambo kam er durch seine aggressive Spielweise und seine Hechtsprünge. Vitas Gerulaitis sagte über Wilkison “Every match I've played with him he always comes out bleeding. One of these days, he’s going to kill himself” (deutsch: „Nach jedem unserer Spiele blutete er. Irgendwann wird er sich dabei umbringen“)

## Erfolge
| Legende                       |
| Grand Slam                    |
| Tennis Masters Cup            |
| ATP Masters Series            |
| ATP International Series Gold |
| ATP International Series (16) |
| ATP Challenger Tour (4)       |

| ATP-Titel nach Belag |
| Hartplatz (9)        |
| Sand (1)             |
| Rasen (5)            |
| Teppich (1)          |

### Einzel

#### Turniersiege

##### ATP Tour
| Nr. | Datum             | Turnier      | Belag         | Finalgegner          | Ergebnis                |
| --- | ----------------- | ------------ | ------------- | -------------------- | ----------------------- |
| 1.  | 18. Dezember 1978 | Sydney (1)   | Rasen         | Kim Warwick          | 6:3, 6:3, 6:7, 3:6, 6:2 |
| 2.  | 1. Januar 1979    | Auckland (1) | Hartplatz     | Peter Feigl          | 6:3, 4:6, 6:4, 2:6 6:2  |
| 3.  | 14. Dezember 1981 | Sydney (2)   | Rasen         | Chris Lewis          | 6:4, 7:6, 6:3           |
| 4.  | 11. Januar 1982   | Auckland (2) | Hartplatz     | Russell Simpson      | 6:4, 6:4, 6:4           |
| 5.  | 22. Oktober 1984  | Wien         | Hartplatz (i) | Pavel Složil         | 6:1, 6:1, 6:2           |
| 6.  | 18. März 1985     | Nancy        | Teppich (i)   | Slobodan Živojinović | 4:6, 7:6, 9:7           |

##### Challenger Tour
| Nr. | Datum            | Turnier         | Belag     | Finalgegner      | Ergebnis |
| --- | ---------------- | --------------- | --------- | ---------------- | -------- |
| 1.  | 22. Oktober 1978 | San Ramon       | Rasen     | Bruce Manson     | 7:6, 6:1 |
| 2.  | 11. März 1984    | Bahrain         | Hartplatz | Terry Moor       | 7:5, 6:0 |
| 3.  | 22. April 1984   | San Luis Potosí | Sand      | Javier Contreras | 6:2, 6:2 |

#### Finalteilnahmen
| Nr. | Datum            | Turnier      | Belag         | Finalgegner     | Ergebnis                |
| --- | ---------------- | ------------ | ------------- | --------------- | ----------------------- |
| 1.  | 16. Januar 1977  | Auckland (1) | Rasen         | Vijay Amritraj  | 6:7, 7:5, 1:6, 2:6      |
| 2.  | 6. Januar 1980   | Auckland (2) | Hartplatz     | John Sadri      | 4:6, 6:3, 3:6, 4:6      |
| 3.  | 4. Oktober 1980  | Maui         | Hartplatz     | Eliot Teltscher | 6:7, 3:6                |
| 4.  | 11. Januar 1981  | Auckland (3) | Hartplatz     | Bill Scanlon    | 7:6, 3:6, 6:3, 6:7, 0:6 |
| 5.  | 5. August 1984   | North Conway | Sand          | Joakim Nyström  | 2:6, 5:7                |
| 6.  | 14. Oktober 1984 | Basel        | Hartplatz (i) | Joakim Nyström  | 3:6, 6:3, 4:6, 2:6      |
| 7.  | 6. April 1986    | Atlanta      | Teppich (i)   | Kevin Curren    | 6:7, 6:7                |
| 8.  | 13. Juli 1986    | Newport      | Rasen         | Bill Scanlon    | 5:7, 4:6                |
| 9.  | 21. Juni 1987    | Bristol      | Rasen         | Kelly Evernden  | 4:6, 6:7                |

### Doppel

#### Turniersiege

##### ATP Tour
| Nr. | Datum             | Turnier    | Belag         | Partner          | Finalgegner                           | Ergebnis      |
| --- | ----------------- | ---------- | ------------- | ---------------- | ------------------------------------- | ------------- |
| 1.  | 5. Januar 1981    | Auckland   | Hartplatz     | Ferdi Taygan     | Tony Graham Bill Scanlon              | 7:5, 6:1      |
| 2.  | 25. Oktober 1981  | Wien (1)   | Hartplatz (i) | Steve Denton     | Sammy Giammalva Fred McNair           | 7:5, 6:4      |
| 3.  | 18. November 1984 | Treviso    | Sand          | Pavel Složil     | Jan Gunnarsson Sherwood Stewart       | 7:5, 6:3      |
| 4.  | 13. Juli 1986     | Newport    | Rasen         | Vijay Amritraj   | Eddie Edwards Francisco González      | 4:6, 7:5, 7:6 |
| 5.  | 25. Oktober 1987  | Wien (2)   | Hartplatz (i) | Mel Purcell      | Emilio Sánchez Vicario Javier Sánchez | 6:3, 7:5      |
| 6.  | 28. August 1988   | Rye Brook  | Hartplatz     | Andrew Castle    | Jeremy Bates Michael Mortensen        | 4:6, 7:5, 7:6 |
| 7.  | 9. Oktober 1988   | Scottsdale | Hartplatz     | Scott Davis      | Rick Leach Jim Pugh                   | 6:4, 7:6      |
| 8.  | 25. Juni 1989     | Bristol    | Rasen         | Paul Chamberlain | Mike DePalmer Gary Donnelly           | 7:6, 6:4      |
| 9.  | 13. August 1989   | Livingston | Hartplatz     | Tim Pawsat       | Kelly Evernden Sammy Giammalva        | 7:5, 6:3      |

##### Challenger Tour
| Nr. | Datum             | Turnier | Belag     | Partner           | Finalgegner                   | Ergebnis |
| --- | ----------------- | ------- | --------- | ----------------- | ----------------------------- | -------- |
| 1.  | 11. Dezember 1988 | Durban  | Hartplatz | Michael Robertson | Wayne Ferreira Grant Stafford | 6:2, 6:2 |

#### Finalteilnahmen
| Nr. | Datum              | Turnier        | Belag         | Partner         | Finalgegner                        | Ergebnis      |
| --- | ------------------ | -------------- | ------------- | --------------- | ---------------------------------- | ------------- |
| 1.  | 5. August 1979     | North Conway   | Sand          | John Sadri      | Ion Țiriac Guillermo Vilas         | 4:6, 6:7      |
| 2.  | 5. Januar 1980     | Auckland       | Hartplatz     | John Sadri      | Peter Feigl Rod Frawley            | 2:6, 5:7      |
| 3.  | 26. Oktober 1980   | Melbourne      | Hartplatz (i) | John Sadri      | Fritz Buehning Ferdi Taygan        | 1:6, 2:6      |
| 4.  | 14. November 1982  | Taipeh         | Teppich (i)   | Fred McNair     | Larry Stefanki Robert Van’t Hof    | 3:6, 6:7      |
| 5.  | 8. April 1984      | Bari           | Sand          | Marcel Freeman  | Stanislav Birner Libor Pimek       | 6:2, 6:7, 4:6 |
| 6.  | 14. Oktober 1984   | Basel (1)      | Hartplatz (i) | Stefan Edberg   | Pavel Složil Tomáš Šmíd            | 6:7, 2:6      |
| 7.  | 25. November 1984  | Toulouse       | Hartplatz     | Pavel Složil    | Jan Gunnarsson Michael Mortensen   | 4:6, 2:6      |
| 8.  | 20. Oktober 1985   | Basel (2)      | Hartplatz (i) | Mark Dickson    | Tim Gullikson Tom Gullikson        | 6:4, 4:6, 4:6 |
| 9.  | 27. September 1987 | Los Angeles    | Hartplatz     | Brad Gilbert    | Kevin Curren David Pate            | 3:6, 4:6      |
| 10. | 14. August 1988    | Toronto        | Hartplatz     | Andrew Castle   | Ken Flach Robert Seguso            | 6:73, 3:6     |
| 11. | 2. Oktober 1988    | San Francisco  | Hartplatz     | Scott Davis     | John McEnroe Mark Woodforde        | 4:6, 6:7      |
| 12. | 20. November 1988  | Johannesburg   | Hartplatz (i) | Gary Muller     | Kevin Curren David Pate            | 6:7, 4:6      |
| 13. | 19. Februar 1989   | Memphis        | Hartplatz (i) | Scott Davis     | Paul Annacone Christo van Rensburg | 6:7, 7:6, 1:6 |
| 14. | 16. April 1989     | Rio de Janeiro | Teppich       | Patrick McEnroe | Jorge Lozano Todd Witsken          | 6:2, 4:6, 4:6 |